# Bellcaire (Gard)
Bellcaire (en occità Bèucaire, en francès Beaucaire) és un municipi francès situat al departament del Gard i a la regió d'Occitània. L'any 2018 tenia 15.718  habitants.
Ocupades les seves terres durant la Croada albigesa, Ramon VII de Tolosa desembarcà el maig de 1216 a Marsella i posà setge davant Bellcaire que prengué el 24 d'agost. Tot seguit començà la reconquesta dels seus territoris contra Simó de Montfort i després el seu fill Amalric de Montfort.